# Badminton Open Saarbrücken 2000
Die Bitburger Open 2000 (offiziell BMW Open 2000) im Badminton fanden vom 7. bis zum 10. Dezember 2000 in der Joachim-Deckarm-Halle in Saarbrücken statt. Das Preisgeld betrug 10.000 US-Dollar.

## Medaillengewinner
| Disziplin    | Gold                                    | Silber                             | Bronze                                |
| ------------ | --------------------------------------- | ---------------------------------- | ------------------------------------- |
| Herreneinzel | Xie Yangchun                            | Oliver Pongratz                    | Colin Haughton                        |
| Herreneinzel | Xie Yangchun                            | Oliver Pongratz                    | Joachim Fischer Nielsen               |
| Dameneinzel  | Xu Huaiwen                              | Judith Meulendijks                 | Brenda Beenhakker                     |
| Dameneinzel  | Xu Huaiwen                              | Judith Meulendijks                 | Karina de Wit                         |
| Herrendoppel | Joachim Fischer Nielsen Michael Søgaard | Henrik Andersson Fredrik Bergström | Vladislav Druzchenko Valerij Strelcov |
| Herrendoppel | Joachim Fischer Nielsen Michael Søgaard | Henrik Andersson Fredrik Bergström | Kristof Hopp Thomas Tesche            |
| Damendoppel  | Claudia Vogelgsang Xu Huaiwen           | Nicole Grether Nicol Pitro         | Stefanie Müller Michaela Peiffer      |
| Damendoppel  | Claudia Vogelgsang Xu Huaiwen           | Nicole Grether Nicol Pitro         | Anne Hönscheid Kathrin Piotrowski     |
| Mixed        | Michael Keck Erica van den Heuvel       | Kristof Hopp Kathrin Piotrowski    | Sebastian Ottrembka Nicol Pitro       |
| Mixed        | Michael Keck Erica van den Heuvel       | Kristof Hopp Kathrin Piotrowski    | Boris Reichel Anne Hönscheid          |

## Herreneinzel
- Michael Søgaard –  Stephan Löll: 15-3 / 15-9
- Jürgen Koch –  Dharma Gunawi: 15-17 / 15-8 / 15-10
- Hargiono –  Benjamin Driesen: 15-2 / 15-4
- Jan Junker –  Bernd Schwitzgebel: 15-9 / 15-10
- Frédéric Mawet –  Mike Joppien: 11-15 / 15-12 / 15-5
- Robert Kwee –  David Papendick: 15-3 / 15-11
- Yong Yudianto –  Andrei Malioutin: 15-7 / 15-6
- Zhang Yang –  Gert Thone: 15-2 / 15-0
- Robert Nock –  Ian Maywald: 15-11 / 15-13
- Aivaras Kvedarauskas –  Maurice Niesner: 15-4 / 15-4
- Steve Marvin –  Bram Fernardin: 17-14 / 6-15 / 15-8
- Marc Zwiebler –  Jan Vondra: 15-10 / 15-13
- Matthias Krawietz –  David Jaco: 15-11 / 15-11
- Jens Roch –  Martin de Jonge: 15-10 / 15-3
- Stuart Arthur –  Eddeeza Saha: 17-16 / 15-1
- Xie Yangchun –  Wouter Claes: w.o.
- Rehan Khan –  Franklin Wahab: w.o.
- Marc Hannes –  Konstantin Dobrev: w.o.
- Andrey Konakh –  Christoph Clarenbach: w.o.
- Vladislav Druzchenko –  Jochen Cassel: 15-6 / 15-6
- Xie Yangchun –  Michael Søgaard: 15-6 / 15-6
- Arnd Vetters –  Conrad Hückstädt: 15-10 / 13-15 / 17-16
- Jürgen Koch –  Hargiono: 13-15 / 15-12 / 15-13
- Colin Haughton –  Fredyno Saha: 15-1 / 3-0 ret.
- Jan Junker –  Frédéric Mawet: 15-7 / 15-11
- Yong Yudianto –  Rehan Khan: 15-14 / 15-9
- Robert Nock –  Zhang Yang: 15-5 / 11-15 / 15-5
- Ruud Kuijten –  Aivaras Kvedarauskas: 10-15 / 15-4 / 15-4
- Marc Zwiebler –  Steve Marvin: 15-17 / 15-5 / 15-12
- Marc Hannes –  Matthias Krawietz: 15-11 / 15-10
- Joachim Fischer Nielsen –  Jens Roch: 15-8 / 15-9
- Stuart Arthur –  Andrey Konakh: 15-4 / 15-1
- Rasmus Wengberg –  Roman Spitko: 15-9 / 15-7
- Robert Kwee –  Daniel Eriksson: w.o.
- Oliver Pongratz –  Pawel Uwarow: w.o.
- Xie Yangchun –  Vladislav Druzchenko: 15-8 / 7-15 / 15-11
- Jürgen Koch –  Arnd Vetters: 15-10 / 15-1
- Colin Haughton –  Jan Junker: 15-8 / 7-15
- Yong Yudianto –  Robert Kwee: 15-8 / 15-4
- Robert Nock –  Ruud Kuijten: 8-15 / 15-6 / 15-11
- Oliver Pongratz –  Marc Zwiebler: 15-14 / 15-4
- Joachim Fischer Nielsen –  Marc Hannes: 15-6 / 15-7
- Rasmus Wengberg –  Stuart K. Arthur: 15-7 / 17-14
- Xie Yangchun –  Jürgen Koch: 15-5 / 15-1
- Colin Haughton –  Yong Yudianto: 15-7 / 15-4
- Oliver Pongratz –  Robert Nock: 15-4 / 13-15 / 15-7
- Joachim Fischer Nielsen –  Rasmus Wengberg: 15-7 / 15-8
- Xie Yangchun –  Colin Haughton: 17-14 / 15-4
- Oliver Pongratz –  Joachim Fischer Nielsen: 13-15 / 15-4 / 15-3
- Xie Yangchun –  Oliver Pongratz: 15-13 / 15-10

## Dameneinzel
- Judith Meulendijks –  Hariati: 11-0 / 11-2
- Brenda Beenhakker –  Heidi Bender: 11-1 / 11-0
- Simone Prutsch –  Evy Descamps: 11-4 / 11-9
- Nicole Grether –  Lin Chiao-wen: 11-1 / 11-0
- Neli Boteva –  Tamara Smit: 11-1 / 11-0
- Xu Huaiwen –  Tina Riedl: 11-0 / 11-0
- Lonneke Janssen –  Nathalie Descamps: 11-8 / 11-5
- Maria Kizil –  Claudia Vogelgsang: 11-3 / 8-11 / 11-6
- Karina de Wit –  Elke Biesbrouck: 11-3 / 11-3
- Elena Nozdran –  Sabine Franz: 11-9 / 11-3
- Stefanie Müller –  Elena Sukhareva: w.o.
- Heidi Dössing –  Petya Nedelcheva: w.o.
- Sofie Robbrecht –  Sara Persson: w.o.
- Corina Herrle –  Ella Diehl: w.o.
- Vlada Chernyavskaya –  Liesbeth Dufraing: w.o.
- Ann Soenens –  Diana Dimova: w.o.
- Judith Meulendijks –  Stefanie Müller: 11-3 / 11-3
- Heidi Dössing –  Sofie Robbrecht: 11-7 / 11-3
- Vlada Chernyavskaya –  Corina Herrle: 13-10 / 11-6
- Brenda Beenhakker –  Simone Prutsch: 11-3 / 11-4
- Nicole Grether –  Neli Boteva: 11-0 / 4-11 / 11-8
- Xu Huaiwen –  Lonneke Janssen: 11-1 / 11-3
- Karina de Wit –  Maria Kizil: 11-5 / 11-1
- Elena Nozdran –  Ann Soenens: 11-3 / 11-1
- Judith Meulendijks –  Heidi Dössing: 11-6 / 11-2
- Brenda Beenhakker –  Vlada Chernyavskaya: 11-0 / 11-8
- Xu Huaiwen –  Nicole Grether: 11-2 / 11-4
- Karina de Wit –  Elena Nozdran: 11-6 / 11-3
- Judith Meulendijks –  Brenda Beenhakker: 15-12 / 15-2
- Xu Huaiwen –  Karina de Wit: 11-9 / 6-11 / 11-3
- Xu Huaiwen –  Judith Meulendijks: 11-4 / 11-5

## Herrendoppel
- Michael Helber /  Ingo Kindervater –  Stephan Löll /  Bernd Schwitzgebel: 15-9 / 15-3
- Bram Fernardin /  Yong Yudianto –  Paul Kattestaart /  Roy Loeven: 15-9 / 17-15
- Michael Keck /  Joachim Tesche –  David Jaco /  Jan van Esch: 15-3 / 15-2
- Konstantin Dubs /  Roman Spitko –  Andrey Konakh /  Andrei Malioutin: 15-5 / 15-9
- Vladislav Druzchenko /  Valeriy Strelcov –  Sebastian Ottrembka /  Boris Reichel: 15-12 / 15-5
- Joachim Fischer Nielsen /  Michael Søgaard –  Dharma Gunawi /  Yoseph Phoa: 15-6 / 15-10
- Eddeeza Saha /  Fredyno Saha –  Benjamin Driesen /  Gert Thone: 15-13 / 15-8
- Rehan Khan /  Jan Vondra –  Maurice Niesner /  David Papendick: 6-15 / 15-6 / 15-13
- Stephan Kuhl /  Kai Mitteldorf –  Marc Buchholz /  Hendrik Müller: 15-0 / 15-12
- Marc Hannes /  Ian Maywald –  Trendafil Balinov /  Konstantin Dobrev: w.o.
- Rolf Monteiro /  Joéli Residay –  Stephan Kuhl /  Kai Mitteldorf: w.o.
- Jan Junker /  Marc Zwiebler –  Harald Hochgatterer /  Uwe Ossenbrink: w.o.
- Frédéric Mawet /  Kurt Nijs –  Danny Schwarz /  Michael Weyck: w.o.
- Kristof Hopp /  Thomas Tesche –  Martin de Jonge /  Peter Moritz: w.o.
- Henrik Andersson /  Fredrik Bergström –  Marc Hannes /  Ian Maywald: 15-13 / 15-10
- Michael Helber /  Ingo Kindervater –  Rolf Monteiro /  Joéli Residay: 15-2 / 15-5
- Michael Keck /  Joachim Tesche –  Bram Fernardin /  Yong Yudianto: 15-9 / 15-7
- Vladislav Druzchenko /  Valeriy Strelcov –  Konstantin Dubs /  Roman Spitko: 15-2 / 15-8
- Joachim Fischer Nielsen /  Michael Søgaard –  Eddeeza Saha /  Fredyno Saha: 15-0 / 15-5
- Arnd Vetters /  Franklin Wahab –  Rehan Khan /  Jan Vondra: 15-13 / 15-6
- Jan Junker /  Marc Zwiebler –  Frédéric Mawet /  Kurt Nijs: 15-6 / 15-8
- Kristof Hopp /  Thomas Tesche –  Stephan Kuhl /  Kai Mitteldorf: 17-15 / 15-8 / 15-5
- Henrik Andersson /  Fredrik Bergström –  Michael Helber /  Ingo Kindervater: 17-14 / 15-2
- Vladislav Druzchenko /  Valeriy Strelcov –  Michael Keck /  Joachim Tesche: 15-8 / 15-13
- Joachim Fischer Nielsen /  Michael Søgaard –  Arnd Vetters /  Franklin Wahab: 15-7 / 15-12
- Kristof Hopp /  Thomas Tesche –  Jan Junker /  Marc Zwiebler: 15-2 / 15-6
- Henrik Andersson /  Fredrik Bergström –  Vladislav Druzchenko /  Valeriy Strelcov: 15-5 / 15-8
- Joachim Fischer Nielsen /  Michael Søgaard –  Kristof Hopp /  Thomas Tesche: 10-15 / 15-8 / 15-3
- Joachim Fischer Nielsen /  Michael Søgaard –  Henrik Andersson /  Fredrik Bergström: 15-10 / 15-8

## Damendoppel
- Stefanie Müller /  Michaela Peiffer –  Elke Biesbrouck /  Ann Soenens: 15-5 / 15-8
- Nicole Grether /  Nicol Pitro –  Evy Descamps /  Nathalie Descamps: 15-2 / 15-3
- Karina de Wit /  Johanna Persson –  Melanie Herrle /  Jessica Willems: 15-9 / 15-10
- Claudia Vogelgsang /  Xu Huaiwen –  Tina Riedl /  Bettina Weilguni: 15-4 / 15-5
- Lonneke Janssen /  Judith Meulendijks –  Heidi Bender /  Sophie Jutras: 15-4 / 15-5
- Stefanie Müller /  Michaela Peiffer –  Mareike Busch /  Heidi Dössing: 15-4 / 15-5
- Nicole Grether /  Nicol Pitro –  Sabine Franz /  Simone Prutsch: 15-4 / 15-2
- Karina de Wit /  Johanna Persson –  Janneke Aalbers /  Betty Krab: 15-12 / 15-12
- Neli Boteva /  Anika Sietz –  Maria Kizil /  Vlada Chernyavskaya: 15-7 / 15-8
- Anne Hönscheid /  Kathrin Piotrowski –  Lonneke Janssen /  Judith Meulendijks: 15-5 / 9-15 / 15-9
- Liesbeth Aerts /  Sofie Robbrecht –  Janine Goebbel /  Gesa Ladewig: 10-15 / 15-11 / 15-10
- Kerstin Ubben /  Anja Weber –  Ella Diehl /  Anastasia Russkikh: w.o.
- Claudia Vogelgsang /  Xu Huaiwen –  Corina Herrle /  Caren Hückstädt: w.o.
- Stefanie Müller /  Michaela Peiffer –  Kerstin Ubben /  Anja Weber: 15-3 / 15-3
- Nicole Grether /  Nicol Pitro –  Karina de Wit /  Johanna Persson: 15-5 / 15-6
- Claudia Vogelgsang /  Xu Huaiwen –  Neli Boteva /  Anika Sietz: 15-4 / 17-14
- Anne Hönscheid /  Kathrin Piotrowski –  Liesbeth Aerts /  Sofie Robbrecht: 15-7 / 15-4
- Nicole Grether /  Nicol Pitro –  Stefanie Müller /  Michaela Peiffer: 6-15 / 15-10 / 15-9
- Claudia Vogelgsang /  Xu Huaiwen –  Anne Hönscheid /  Kathrin Piotrowski: 15-7 / 15-8
- Claudia Vogelgsang /  Xu Huaiwen –  Nicole Grether /  Nicol Pitro: 13-15 / 15-7 / 17-14

## Mixed
- Sebastian Ottrembka /  Nicol Pitro –  V Semanov /  Vlada Chernyavskaya: 15-5 / 15-8
- Joéli Residay /  Betty Krab –  Kurt Nijs /  Liesbeth Aerts: 5-15 / 15-5 / 15-11
- Michael Keck /  Erica van den Heuvel –  Gert Thone /  Melanie Herrle: 15-4 / 15-7
- Jürgen Koch /  Bettina Weilguni –  David Papendick /  Heidi Bender: 15-8 / 15-5
- Boris Reichel /  Anne Hönscheid –  José Gomes /  Tamara Smit: 15-0 / 15-0
- Franklin Wahab /  Anja Weber –  Martin de Jonge /  Sabine Franz: 15-5 / 15-4
- Valeriy Strelcov /  Elena Nozdran –  Maurice Niesner /  Michaela Peiffer: 15-8 / 17-15
- Thomas Tesche /  Gesa Ladewig –  Jan van Esch /  Janneke Aalbers: 16-17 / 15-10 / 15-6
- Kristof Hopp /  Kathrin Piotrowski –  Ruud Kuijten /  Elke Biesbrouck: 15-1 / 15-3
- Henrik Andersson /  Johanna Persson –  Marc Zwiebler /  Heidi Dössing: 15-9 / 15-6
- Dharma Gunawi /  Anika Sietz –  Pawel Uwarow /  Ella Diehl: w.o.
- Konstantin Dubs /  Jessica Willems –  Harald Hochgatterer /  Simone Prutsch: w.o.
- Ingo Kindervater /  Caren Hückstädt –  Uwe Ossenbrink /  Diana Dimova: w.o.
- Kai Mitteldorf /  Kerstin Ubben –  Peter Moritz /  Tina Riedl: w.o.
- Sebastian Ottrembka /  Nicol Pitro –  Konstantin Dubs /  Jessica Willems: 15-0 / 15-2
- Michael Keck /  Erica van den Heuvel –  Joéli Residay /  Betty Krab: 15-3 / 15-4
- Boris Reichel /  Anne Hönscheid –  Franklin Wahab /  Anja Weber: 15-12 / 15-8
- Thomas Tesche /  Gesa Ladewig –  Valeriy Strelcov /  Elena Nozdran: 15-10 / 7-15 / 17-16
- Kristof Hopp /  Kathrin Piotrowski –  Kai Mitteldorf /  Kerstin Ubben: 15-13 / 15-10
- Dharma Gunawi /  Anika Sietz –  Fredrik Bergström /  Jenny Karlsson: w.o.
- Jürgen Koch /  Bettina Weilguni –  Ingo Kindervater /  Caren Hückstädt: w.o.
- Henrik Andersson /  Johanna Persson –  Konstantin Dobrev /  Petya Nedelcheva: w.o.
- Sebastian Ottrembka /  Nicol Pitro –  Dharma Gunawi /  Anika Sietz: 15-5 / 15-5
- Michael Keck /  Erica van den Heuvel –  Jürgen Koch /  Bettina Weilguni: 15-8 / 15-6
- Boris Reichel /  Anne Hönscheid –  Thomas Tesche /  Gesa Ladewig: 15-13 / 16-17 / 15-13
- Kristof Hopp /  Kathrin Piotrowski –  Henrik Andersson /  Johanna Persson: 12-15 / 15-7 / 15-2
- Michael Keck /  Erica van den Heuvel –  Sebastian Ottrembka /  Nicol Pitro: 15-5 / 15-6
- Kristof Hopp /  Kathrin Piotrowski –  Boris Reichel /  Anne Hönscheid: 15-12 / 15-6
- Michael Keck /  Erica van den Heuvel –  Kristof Hopp /  Kathrin Piotrowski: 15-7 / 9-15 / 15-8